# تکیه سید العراقین
تکیه سید العراقین مربوط به اوایل دوره پهلوی است و در اصفهان، تخت فولاد، شرق تکیه آقاباشی و خاتون آبادی واقع شده و این اثر در تاریخ ۱۰ خرداد ۱۳۸۲ با شمارهٔ ثبت ۹۰۸۲ به‌عنوان یکی از آثار ملی ایران به ثبت رسیده است.